# Michel-Marie Calvet
Michel-Marie-Bernard Calvet, SM (* 3. dubna 1944 Autun) je francouzský římskokatolický řeholník a kněz a od 19. června 1981 arcibiskup v Nouméa.